# Giovanni Invernizzi (football, 1931)
Pour les articles homonymes, voir Giovanni Invernizzi.
Giovanni Invernizzi est un footballeur puis entraîneur italien né le 26 août 1931 à Albairate et mort le  28 février 2005 à Milan. Il évoluait au poste de milieu de terrain.

## Biographie

### En club
Giovanni Invernizzi est joueur de l'Inter Milan de 1949 à 1960
Il est prêté au Genoa CFC lors de la saison 1950-1951,.
Il est à nouveau prêté successivement de 1952 à 1954 au US Triestina et au Udinese Calcio,.
Il quitte l'Inter Milan pour rejoindre le Torino FC en 1960,.
Il ne représente le Torino qu'une unique saison pour partir jouer sous les couleurs du Venise FC durant la saison 1961-1962,.
Après un passage au Côme 1907 de 1962 à 1964, il raccroche les crampons,.

### En équipe nationale
International italien, il reçoit une unique sélection en équipe d'Italie pour aucun but marqué en 1958,.
Son premier match en sélection a lieu le 15 janvier 1958 contre l'Irlande du Nord (défaite 1-2 à Belfast) dans le cadre des qualifications pour la Coupe du monde 1958.

### Entraîneur
Invernizzi dirige l'Inter Milan de 1970 à 1973.
Durant son passage, le club est sacré Champion d'Italie en 1971.
Il entraîne par la suite le Tarente FC, le Brindisi FC et le Plaisance Calcio.

## Palmarès

### Entraîneur
Inter Milan
- Championnat d'Italie (1) :
  - Champion : 1970-71.
- Coupe des clubs champions :
  - Finaliste : 1971-72.